# Задача Кеплера в общей теории относительности
Задача Кеплера вообще представляет собой проблему отыскания движения двух сферически-симметричных тел, взаимодействующих гравитационно. В классической теории тяготения решение этой проблемы было найдено самим Исааком Ньютоном: оказалось, что тела будут двигаться по коническим сечениям, в зависимости от начальных условий — по эллипсам, параболам или гиперболам. В рамках общей теории относительности (ОТО) с пуристической точки зрения эта задача представляется плохо поставленной, так как модель абсолютно твёрдого тела невозможна в релятивистской физике (см. Парадокс Белла, Твёрдость по Борну), а не абсолютно твёрдые тела не будут при взаимодействии сферически-симметричными. Другой подход включает переход к точечным телам, правомерный в ньютоновской физике, но вызывающий проблемы в ОТО. Помимо этого, кроме положений и скоростей тел необходимо задать также и начальное гравитационное поле (метрику) во всём пространстве — проблема начальных условий в ОТО. В силу указанных причин точного аналитического решения задачи Кеплера в ОТО не существует (аналогично задаче трёх тел в ньютоновской теории тяготения), но есть комплекс методов, позволяющих рассчитать поведение тел в рамках данной задачи с необходимой точностью: приближение пробного тела, постньютоновский формализм, численная относительность.

## Исторический контекст

В отсутствие дополнительных внешних сил частица, обращающаяся вокруг центрального тела под действием ньютоновской силы гравитации, постоянно движется по одному и тому же эллипсу. Присутствие возмущений (например, гравитационного действия других планет) изменяет траекторию частицы, которую можно считать эллипсом, но с постоянно изменяющимися параметрами. Вращение этого эллипса называется прецессией орбиты и может быть измерено с высокой точностью, а также предсказано теоретически, исходя из известных величин и направлений возмущающих сил. Хотя теория гравитации Ньютона может объяснить 99,26 % наблюдаемого смещения перигелия Меркурия, остаток величиной примерно 40" в столетие не может быть объяснён в её рамках, как это было открыто Леверье в 1859 году.

В 1859 году французский астроном, директор Парижской обсерватории Урбен Жан Жозеф Леверье нашёл, что прецессия орбиты Меркурия, определённая из наблюдений, не совсем совпадает с теоретически предсказанной — перигелий орбиты движется чуть быстрее, чем следует из теории Ньютона после учёта всех межпланетных возмущений. Эффект был малым — 38" в столетие, но значительно превышал ошибки измерений — примерно 1". Значение открытия было велико и многие физики, астрономы и небесные механики XIX века занимались этим вопросом. Было предложено множество решений в рамках классической физики, самыми известными были: наличие невидимого облака межпланетной пыли вблизи Солнца, сплюснутость (квадрупольный момент) Солнца, ненайденный спутник Меркурия или новая более близкая к Солнцу планета Вулкан. Так как ни одно из этих объяснений не выдержало проверки наблюдениями, некоторые физики начали выдвигать более радикальные гипотезы, что необходимо изменять сам закон тяготения, например, менять в нём показатель степени или добавлять в потенциал члены, зависящие от скорости тел.
Однако большинство таких попыток оказались противоречивыми. В своих трудах по небесной механике Лаплас показал, что если гравитационное взаимодействие между двумя телами не действует мгновенно (что эквивалентно введению потенциала, зависящего от скоростей), то в системе движущихся планет не будет сохраняться импульс — часть импульса будет передаваться гравитационному полю, аналогично тому, как это происходит при электромагнитном взаимодействии зарядов в электродинамике. С ньютоновой точки зрения, если гравитационное воздействие передаётся с конечной скоростью и не зависит от скоростей тел, то все точки планеты должны притягиваться к точке, где Солнце было несколько раньше, а не к одновременному его месторасположению. На этом основании Лаплас показал, что эксцентриситет и большие полуоси орбит в задаче Кеплера с конечной скоростью гравитации должны расти со временем — испытывать вековые изменения. Из верхних пределов на изменения этих величин, следующие из устойчивости Солнечной системы и движения Луны, Лаплас показал, что скорость распространения гравитационного ньютонова взаимодействия не может быть ниже 50 миллионов скоростей света.

Сообщается ли притяжение от одного тела к другому мгновенно? Время передачи, если бы оно было для нас заметно, обнаружилось бы преимущественно вековым ускорением в движении Луны. Я предлагал это средство для объяснения ускорения, замеченного в упомянутом движении, и нашёл, что для удовлетворения наблюдениям должно приписать притягательной силе скорость в семь миллионов раз большую, чем скорость светового луча. А так как ныне причина векового уравнения — Луны хорошо известна, то мы можем утверждать, что притяжение передаётся со скоростью, по крайней мере в пятьдесят миллионов раз превосходящей скорость света. Поэтому, не опасаясь какой либо заметной погрешности, мы можем принимать передачу тяготения за мгновенную.
— П. С. Лаплас Изложение системы Мира Париж, 1797.
Метод Лапласа корректен для прямых обобщений ньютоновой гравитации, но может быть не применим к более сложным моделям. Так, например, в электродинамике движущиеся заряды притягиваются/отталкиваются не от видимых положений других зарядов, а от положений, которые они занимали бы в настоящее время, если бы двигались от видимых положений равномерно и прямолинейно — это является свойством потенциалов Лиенара — Вихерта. Аналогичное рассмотрение в рамках общей теории относительности приводит к такому же результату с точностью до членов порядка {\displaystyle (v/c)^{3}}.
В попытках избежать изложенных проблем между 1870 и 1900 годами множество учёных пытались использовать законы гравитационного взаимодействия, основанные на электродинамических потенциалах Вебера, Гаусса, Римана и Максвелла. В 1890 году Леви удалось получить стабильные орбиты и нужную величину сдвига перигелия путём комбинации законов Вебера и Римана. Другая успешная попытка была предпринята П. Гербером в 1898 году. Тем не менее, так как исходные электродинамические потенциалы оказались неверными (например, закон Вебера не вошёл в окончательную теорию электромагнетизма Максвелла), эти гипотезы были отвергнуты как произвольные. Некоторые другие попытки, такие как теория Г. Лоренца (1900 год), которые уже использовали теорию Максвелла, давали слишком малую прецессию.
Около 1904—1905 годов работы Х. Лоренца, А. Пуанкаре и А. Эйнштейна заложили фундамент специальной теории относительности, исключив возможность распространения любых взаимодействий быстрее, чем со скоростью света. Таким образом, встала задача заменить ньютоновский закон гравитации на другой, совместимый с принципом относительности, но дающий при малых скоростях и гравитационных полях почти ньютоновские эффекты. Такие попытки были сделаны А. Пуанкаре (1905 и 1906), Г. Минковским (1908) и А. Зоммерфельдом (1910). Однако все рассмотренные модели давали слишком малую величину сдвига перигелия.
В 1907 году Эйнштейн пришёл к выводу, что для описания гравитационного поля необходимо обобщить тогдашнюю теорию относительности, сейчас называемую специальной. От 1907 по 1915 год Эйнштейн последовательно шёл к новой теории, используя в качестве путеводного свой принцип относительности. Согласно этому принципу однородное гравитационное поле действует одинаковым образом на всю материю и, следовательно, не может быть найдено свободно падающим наблюдателем. Соответственно, все локальные гравитационные эффекты воспроизводимы в ускоренно движущейся системе отсчёта и наоборот. Поэтому гравитация действует как сила инерции, возникающая из-за ускорения системы отсчёта, — такая как центробежная сила или сила Кориолиса; подобно всем этим силам гравитационная сила пропорциональна инертной массе. Как следствие этого обстоятельства получается, что в различных точках пространства-времени инерциальные системы отсчёта имеют ускорения друг относительно друга. Это возможно описать, только если пожертвовать классическим предположением о том, что наше пространство описывается евклидовой геометрией, и перейти к искривлённому пространству римановой геометрии. Более того, искривлённой оказывается связь пространства и времени, которая и проявляется как сила гравитации в обычных условиях. После восьми лет работы (1907—1915) Эйнштейн нашёл закон, показывающий, как пространство-время искривляется находящейся в нём материей — уравнения Эйнштейна. Гравитация отличается от сил инерции тем, что вызывается кривизной пространства-времени, которая может быть измерена инвариантно. Первые же решения полученных уравнений, полученные Эйнштейном (приближённо) и Шварцшильдом (точно), объяснили аномальную прецессию Меркурия и предсказали удвоенную величину отклонения света по сравнению с предыдущими эвристическими оценками. Это предсказание теории было подтверждено в 1919 году английскими астрономами.

## Приближение пробного тела

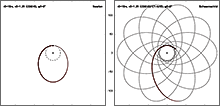
Орбита пробной частицы при начальной скорости, равной 126 % от круговой скорости, и начальном удалении, равном 10 радиусам Шварцшильда.
Слева: согласно ньютоновской механике, справа: согласно метрике Шварцшильда.
Кликните, чтобы увидеть анимацию.

В этом подходе считается, что масса одного тела m пренебрежимо мала по сравнению с массой второго M; это неплохое приближение даже для планет, вращающихся вокруг Солнца, и практически идеальное для космических аппаратов. В таком случае можно считать, что первое тело является пробным, то есть оно не вносит возмущений в гравитационное поле второго тела, а лишь следует по геодезическим линиям формируемого вторым телом пространства-времени. Так как обычно задача двух тел рассматривается в масштабах, намного меньше космологических, то влиянием лямбда-члена на метрику можно пренебречь и гравитационное поле любого сферически-симметричного тела будет даваться решением Шварцшильда. Движение лёгкого тела, называемого в дальнейшем частицей, таким образом происходит по геодезическим линиям пространства Шварцшильда, если пренебречь приливными силами и реакцией гравитационного излучения.
Именно в этом приближении Эйнштейном была впервые вычислена аномальная прецессия перигелия Меркурия, что послужило первым подтверждением общей теории относительности и решило одну из известнейших на тот момент проблем небесной механики. Это же приближение достаточно точно описывает отклонение света, другое знаменитое явление, предсказанное общей теорией относительности. В то же время оно не достаточно для описания процесса релятивистского сокращения орбит из-за гравитационного излучения.

### Геометрическое введение
В обычной евклидовой геометрии верна теорема Пифагора, которая утверждает, что квадрат расстояния ds² между двумя бесконечно близкими точками в пространстве равен сумме квадратов дифференциалов координат
{\displaystyle ds^{2}=dx^{2}+dy^{2}+dz^{2},\,\!}
где dx, dy и dz представляют собой бесконечно малые разности между координатами точек по осям x, y и z декартовой системы координат. Теперь представим себе мир, в котором это уже неверно, а расстояния задаются соотношением
{\displaystyle ds^{2}=F(x,y,z)dx^{2}+G(x,y,z)dy^{2}+H(x,y,z)dz^{2},\,\!}
где F, G и H — некоторые функции положения. Это нетрудно вообразить, так как мы живём в таком мире: поверхность Земли изогнута, так что её нельзя без искажений представить на плоской карте. Недекартовы координатные системы также могут быть примером: в сферических координатах (r, θ, φ) евклидово расстояние записывается как
{\displaystyle ds^{2}=dr^{2}+r^{2}d\theta ^{2}+r^{2}\sin ^{2}\theta d\varphi ^{2}.\,\!}
Наконец, в общем случае мы должны допустить, что линейки могут менять свою координатную длину не только при смене положения, но и при поворотах. Это приводит к появлению перекрёстных членов в выражении для длины
{\displaystyle ds^{2}=g_{xx}dx^{2}+g_{xy}dxdy+g_{xz}dxdz+g_{yy}dy^{2}+g_{yz}dydz+g_{zz}dz^{2}\,\!}
где 6 функций gxx, gxy и так далее преобразуются при смене координат как компоненты тензора, называемого метрическим (или просто метрикой), который определяет все характеристики пространства в этой обобщённой римановой геометрии. В сферических координатах, например, в метрике нет перекрёстных членов, а единственные её ненулевые компоненты — это grr = 1, gθθ = r² и gφφ = r² sin² θ.
Отметим специально, что после задания метрического тензора в какой-то системе координат вся геометрия риманова пространства оказывается жёстко заданной, и не меняется при преобразованиях координат. Проще говоря, координаты — это произвольные числа, которые лишь указывают на точку пространства, а расстояние, измеренное физической линейкой между двумя зафиксированными точками, не зависит от того, какие координаты мы им присваиваем — является инвариантом при смене координатных сеток.
В специальной теории относительности Альберт Эйнштейн показал, что расстояние ds между двумя точками в пространстве не является инвариантом, а зависит от движения наблюдателя. Это расстояние оказывается проекцией на одновременное пространство истинно инвариантной величины — интервала, не зависящей от движения наблюдателя, но включающей в себя помимо пространственных также и временную координату точек пространства-времени, называемых при этом событиями
{\displaystyle ds^{2}=c^{2}dt^{2}-dx^{2}-dy^{2}-dz^{2}.\,\!}
Аналогично можно переписать интервал в сферических координатах
{\displaystyle ds^{2}=c^{2}dt^{2}-dr^{2}-r^{2}d\theta ^{2}-r^{2}\sin ^{2}\theta d\varphi ^{2}.\,\!}
Эта формула представляет собой естественное обобщение теоремы Пифагора и справедлива в отсутствие кривизны пространства-времени. В общей же теории относительности пространство-время искривлено, так что «расстояние» выражается общей формулой
{\displaystyle ds^{2}=g_{\mu \nu }dx^{\mu }dx^{\nu },\,\!}
где применено правило суммирования Эйнштейна — по индексу, встречающемуся сверху и снизу, подразумевается суммирование по всем его значениям, в данном случае — четырём (трём пространственным и одной временной координате). Точные значения компонент метрики определяются распределением гравитирующего вещества, его массы, энергии и импульса, через уравнения Эйнштейна. Эйнштейн вывел эти уравнения, исходя из известных законов сохранения энергии и импульса; однако решения этих уравнений предсказали ненаблюдавшиеся ранее явления, типа отклонения света, которые были подтверждены позже.

### Метрика Шварцшильда
Единственным решением уравнений Эйнштейна (без космологической постоянной) для внешнего гравитационного поля сферически-симметрично распределённой материи (энергии-импульса) является метрика Шварцшильда.
{\displaystyle {ds}^{2}=\left(1-{\frac {r_{s}}{r}}\right)c^{2}dt^{2}-{\frac {dr^{2}}{1-{\frac {r_{s}}{r}}}}-r^{2}d\theta ^{2}-r^{2}\sin ^{2}\theta \,d\varphi ^{2}}
где
c — скорость света в метрах в секунду,
t — временная координата в секундах (совпадающая со временем, отсчитываемым бесконечно удалёнными неподвижными часами),
r — радиальная координата в метрах (определяемая как длина окружности — с центром в точке симметрии — делить на 2π),
θ и φ — углы в системе сферических координат в радианах,
rs — радиус Шварцшильда (в метрах), характеризующий тело массой M и равный
{\displaystyle r_{s}={\frac {2GM}{c^{2}}}}
где G — гравитационная постоянная.
Классическая теория гравитации Ньютона является предельным случаем при малых rs/r. На практике это отношение почти всегда очень маленькое. Например, для Земли радиус Шварцшильда равен примерно 9 миллиметрам, в то время как спутник на геостационарной орбите находится на {\displaystyle r\simeq 42164} км. Для Солнечной системы это отношение не превосходит 2 миллионных, и только для областей вблизи от чёрных дыр и нейтронных звёзд оно становится существенно бо́льшим (до нескольких десятых).

### Уравнения геодезических
В соответствии с общей теорией относительности, частицы пренебрежимо малой массы движутся по геодезическим линиям пространства-времени. В неискривлённом пространстве вдалеке от любых притягивающих тел эти геодезические представляют собой прямые линии. В присутствии источников гравитации это уже не так, и уравнения геодезических записываются так:
{\displaystyle {\frac {d^{2}x^{\mu }}{dq^{2}}}+\Gamma _{\nu \lambda }^{\mu }{\frac {dx^{\nu }}{dq}}{\frac {dx^{\lambda }}{dq}}=0}
где Γ — символы Кристоффеля, а переменная q параметризует путь частицы сквозь пространство-время — её мировую линию, и называется каноническим параметром геодезической линии. Символы Кристоффеля зависят только от метрического тензора gμν, точнее от того, как он меняется от точки к точке. Для времениподобных геодезических, по которым движутся массивные частицы, параметр q совпадает с собственным временем τ с точностью до постоянного множителя, который обычно берут равным 1. Для светоподобных мировых линий безмассовых частиц (таких как фотоны) параметр q нельзя взять равным собственному времени, так как оно равно нулю, но форма геодезических всё равно описывается этим уравнением. Кроме того, светоподобные геодезические могут быть получены как предельный случай времениподобных при стремлении массы частицы к 0 (если сохранять постоянной энергию частицы).
Можно упростить проблему, используя симметрию задачи — так мы исключим из рассмотрения одну переменную. В любом сферически-симметричном случае движение происходит в плоскости, которую можно выбрать за плоскость θ = π/2. Метрика в этой плоскости имеет вид
{\displaystyle ds^{2}=\left(1-{\frac {r_{s}}{r}}\right)c^{2}dt^{2}-{\frac {dr^{2}}{1-{\frac {r_{s}}{r}}}}-r^{2}d\varphi ^{2}.}
Так как она не зависит от {\displaystyle \varphi } и {\displaystyle t}, то существуют два интеграла движения (см. вывод ниже)
{\displaystyle r^{2}{\frac {d\varphi }{d\tau }}={\frac {L}{m}},}
{\displaystyle \left(1-{\frac {r_{s}}{r}}\right){\frac {dt}{d\tau }}={\frac {E}{mc^{2}}}.}
Подстановка этих интегралов в метрику даёт
{\displaystyle c^{2}=\left(1-{\frac {r_{s}}{r}}\right)c^{2}\left({\frac {dt}{d\tau }}\right)^{2}-{\frac {1}{1-{\frac {r_{s}}{r}}}}\left({\frac {dr}{d\tau }}\right)^{2}-r^{2}\left({\frac {d\varphi }{d\tau }}\right)^{2},}
так что уравнения движения для частицы становятся следующими
{\displaystyle \left({\frac {dr}{d\tau }}\right)^{2}={\frac {E^{2}}{m^{2}c^{2}}}-\left(1-{\frac {r_{s}}{r}}\right)\left(c^{2}+{\frac {L^{2}}{m^{2}r^{2}}}\right).}
Зависимость от собственного времени можно исключить, воспользовавшись интегралом L
{\displaystyle \left({\frac {dr}{d\varphi }}\right)^{2}=\left({\frac {dr}{d\tau }}\right)^{2}\left({\frac {d\tau }{d\varphi }}\right)^{2}=\left({\frac {dr}{d\tau }}\right)^{2}\left({\frac {mr^{2}}{L}}\right)^{2},}
из-за чего уравнение орбит становится таким
{\displaystyle \left({\frac {dr}{d\varphi }}\right)^{2}={\frac {r^{4}}{b^{2}}}-\left(1-{\frac {r_{s}}{r}}\right)\left({\frac {r^{4}}{a^{2}}}+r^{2}\right),}
где для краткости введены две характерные длины a и b
{\displaystyle a={\frac {L}{mc}},}
{\displaystyle b={\frac {cL}{E}}.}
То же уравнение можно вывести из лагранжева подхода или используя уравнение Гамильтона — Якоби (см. далее). Решение уравнения орбит даётся выражением

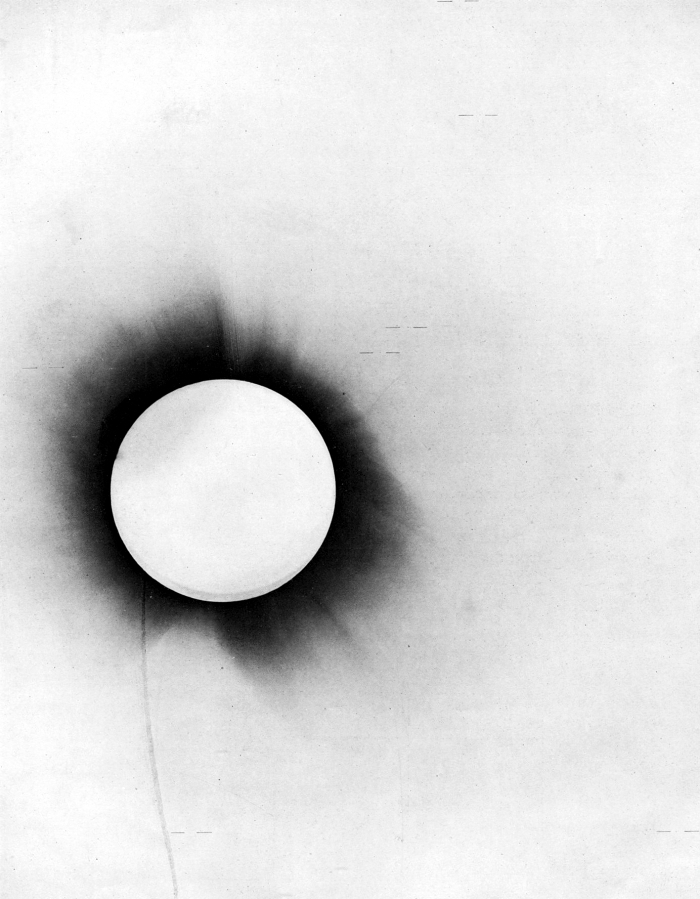
Отклонение света звёзд гравитационным полем Солнца, измеренное астрономической экспедицией Эддингтона (1919 год) и оказавшееся в соответствии с общей теорией относительности, положило начало широкомасштабному признанию теории Эйнштейна.

{\displaystyle \varphi =\int {\frac {dr}{r^{2}{\sqrt {{\frac {1}{b^{2}}}-\left(1-{\frac {r_{s}}{r}}\right)\left({\frac {1}{a^{2}}}+{\frac {1}{r^{2}}}\right)}}}}.}

#### Приближённая формула для отклонения света
В пределе массы частицы m, стремящейся к нулю (или, эквивалентно, {\displaystyle a\rightarrow \infty }), уравнение орбиты переходит в
{\displaystyle \varphi =\int {\frac {dr}{r^{2}{\sqrt {{\frac {1}{b^{2}}}-\left(1-{\frac {r_{s}}{r}}\right){\frac {1}{r^{2}}}}}}}.}
Разлагая это выражение по степеням отношения rs/r, в первом приближении получаем отклонение δφ безмассовой частицы при пролёте мимо гравитирующего центра:
{\displaystyle \delta \varphi \approx {\frac {2r_{s}}{b}}={\frac {4GM}{c^{2}b}}.}
Константу b здесь можно интерпретировать как прицельный параметр — расстояние наибольшего приближения. Приближение, использованное при выводе этой формулы, достаточно точное для большинства практических приложений, включая измерения гравитационного линзирования. Для света, проходящего вблизи солнечной поверхности, отклонение составляет около 1,75 угловой секунды.

#### Связь с классической механикой и прецессия эллиптических орбит

Эффективный потенциал для различных значений момента импульса. При малых r потенциал уменьшается (в отличие от классической задачи Кеплера), позволяя частице падение на центр. Тем не менее, при родившаяся снаружи частица не может преодолеть потенциальный барьер и избегает захвата. При предельном нормированном угловом моменте существует метастабильная круговая орбита, обозначенная зелёной окружностью, и есть бесконечно накручивающиеся на неё и скручивающиеся с неё спиральные орбиты. При малых частица захватывается и падает на центр.

Уравнения движения частицы в поле Шварцшильда
{\displaystyle \left({\frac {dr}{d\tau }}\right)^{2}={\frac {E^{2}}{m^{2}c^{2}}}-c^{2}+{\frac {r_{s}c^{2}}{r}}-{\frac {L^{2}}{m^{2}r^{2}}}+{\frac {r_{s}L^{2}}{m^{2}r^{3}}}}
можно переписать, используя определение гравитационного радиуса rs:
{\displaystyle {\frac {1}{2}}m\left({\frac {dr}{d\tau }}\right)^{2}=\left[{\frac {E^{2}}{2mc^{2}}}-{\frac {1}{2}}mc^{2}\right]+{\frac {GMm}{r}}-{\frac {L^{2}}{2mr^{2}}}+{\frac {GML^{2}}{c^{2}mr^{3}}}}
что эквивалентно движению нерелятивистской частицы с энергией {\displaystyle {\frac {E^{2}}{2mc^{2}}}-{\frac {1}{2}}mc^{2}} в одномерном эффективном потенциале
{\displaystyle V(r)=-{\frac {GMm}{r}}+{\frac {L^{2}}{2mr^{2}}}-{\frac {GML^{2}}{c^{2}mr^{3}}}.}
Первые два члена соответствуют известным классическим: гравитационному потенциалу притяжения Ньютона и центробежному потенциалу отталкивания, и только третий член не имеет аналога в классической задаче Кеплера. Как показано ниже и в другой статье, такой член приводит к прецессии эллиптических орбит на угол δφ за каждый оборот
{\displaystyle \delta \varphi \approx {\frac {6\pi GM}{c^{2}A\left(1-e^{2}\right)}}}
где A — большая полуось орбиты, а e — её эксцентриситет.
Третий член имеет характер притяжения и меняет поведение потенциала при малых r — вместо того, чтобы уходить в {\displaystyle +\infty }, препятствуя падению частицы на центр (как это было в классической задаче Кеплера), потенциал уходит на {\displaystyle -\infty }, позволяя частице падать (см. подробнее падение в чёрную дыру).

#### Круговые орбиты и их устойчивость

Радиусы устойчивых (голубая кривая) и неустойчивых (красная кривая) орбит в зависимости от нормированного углового момента a/r_{s} = L/mcr_{s}. Графики встречаются в единственной точке (обведённой зелёной окружностью), где. Для сравнения приведены также радиусы всегда устойчивых орбит классической задачи Кеплера (чёрная кривая).

Эффективный потенциал V можно переписать через параметры длины a и b
{\displaystyle V(r)={\frac {mc^{2}}{2}}\left[-{\frac {r_{s}}{r}}+{\frac {a^{2}}{r^{2}}}-{\frac {r_{s}a^{2}}{r^{3}}}\right].}
Круговые орбиты возможны при эффективной силе, равной нулю
{\displaystyle F=-{\frac {dV}{dr}}=-{\frac {mc^{2}}{2r^{4}}}\left[r_{s}r^{2}-2a^{2}r+3r_{s}a^{2}\right]=0,}
то есть когда две притягивающие силы — ньютонова гравитация (первый член) и её релятивистская поправка (третий член) — точно сбалансированы отталкивающей центробежной силой (второй член). Существуют два радиуса, на которых достигается эта компенсация
{\displaystyle r_{\mathrm {outer} }={\frac {a^{2}}{r_{s}}}\left(1+{\sqrt {1-{\frac {3r_{s}^{2}}{a^{2}}}}}\right),}
{\displaystyle r_{\mathrm {inner} }={\frac {a^{2}}{r_{s}}}\left(1-{\sqrt {1-{\frac {3r_{s}^{2}}{a^{2}}}}}\right)={\frac {3a^{2}}{r_{\mathrm {outer} }}},}
которые прямо выводятся из квадратного уравнения выше. Внутренний радиус rinner оказывается неустойчивым при любых значениях a, так как сила притяжения там растёт быстрее, чем сила отталкивания, поэтому любое возмущение приводит к падению частицы на центр. Орбиты внешнего радиуса устойчивы — там релятивистское притяжение невелико, и их характер почти совпадает с траекториями нерелятивистской задачи Кеплера.
Когда a много больше rs (классический случай), размеры орбит стремятся к
{\displaystyle r_{\mathrm {outer} }\approx {\frac {2a^{2}}{r_{s}}},}
{\displaystyle r_{\mathrm {inner} }\approx {\frac {3}{2}}r_{s}.}
Подставляя определения a и rs в router, получаем классическую формулу для частицы на круговой орбите вокруг гравитирующего центра массой M
{\displaystyle r_{\mathrm {outer} }^{3}\approx {\frac {GM}{\omega _{\varphi }^{2}}},}
где ωφ — орбитальная угловая скорость частицы. 
Когда a² стремится к 3rs² (сверху), внешний и внутренний радиусы смыкаются к
{\displaystyle r_{\mathrm {outer} }\rightarrow r_{\mathrm {inner} }\rightarrow 3r_{s}.}
Решение квадратного уравнения гарантирует, что router всегда больше 3rs, а rinner лежит между 3⁄2 rs и 3rs. Круговые орбиты с радиусом меньше 3⁄2 rs невозможны. Сама орбита rinner = 3⁄2 rs является предельным случаем для безмассовых частиц, когда {\displaystyle a\rightarrow \infty }, поэтому сферу этого радиуса иногда называют фотонной сферой.

#### Прецессия эллиптических орбит

В нерелятивистской задаче Кеплера частица следует всегда по одному и тому же идеальному эллипсу (красная орбита). Общая теория относительности изменяет силу, действующую на частицу, так что притяжение растёт быстрее, чем в теории Ньютона (в шварцшильдовых координатах). Это возмущение вызывает вращение почти эллиптической орбиты (голубой) — прецессию в направлении вращения планеты; этот эффект надёжно измерен для Меркурия, Венеры и Земли. Жёлтая точка представляет собой центр притяжения, например, Солнце.

Скорость прецессии орбиты можно вывести из эффективного потенциала V. Малое отклонение по радиусу от орбиты-окружности r=router будет осциллировать с частотой
{\displaystyle \omega _{r}^{2}={\frac {1}{m}}\left[{\frac {d^{2}V}{dr^{2}}}\right]_{r=r_{\mathrm {outer} }}=\left({\frac {c^{2}r_{s}}{2r_{\mathrm {outer} }^{4}}}\right)\left(r_{\mathrm {outer} }-r_{\mathrm {inner} }\right)=\omega _{\varphi }^{2}{\sqrt {1-{\frac {3r_{s}^{2}}{a^{2}}}}}.}
Разложение в ряд даёт
{\displaystyle \omega _{r}=\omega _{\varphi }\left(1-{\frac {3r_{s}^{2}}{4a^{2}}}+\cdots \right).}
Умножение на период обращения T приводит к прецессии на одном обороте
{\displaystyle \delta \varphi =T\left(\omega _{\varphi }-\omega _{r}\right)\approx 2\pi \left({\frac {3r_{s}^{2}}{4a^{2}}}\right)={\frac {3\pi m^{2}c^{2}}{2L^{2}}}r_{s}^{2},}
где ωφT = 2п и использовано определение a. Подставляя rs, получаем
{\displaystyle \delta \varphi \approx {\frac {3\pi m^{2}c^{2}}{2L^{2}}}\left({\frac {4G^{2}M^{2}}{c^{4}}}\right)={\frac {6\pi G^{2}M^{2}m^{2}}{c^{2}L^{2}}}.}
Используя большую полуось орбиты A и эксцентриситет e, связанные соотношением
{\displaystyle {\frac {L^{2}}{GMm^{2}}}=A\left(1-e^{2}\right),}
мы приходим к наиболее известной формуле прецессии
{\displaystyle \delta \varphi \approx {\frac {6\pi GM}{c^{2}A\left(1-e^{2}\right)}}.}

### Точное решение для орбиты в эллиптических функциях
Вводя безразмерную переменную
{\displaystyle \zeta ={\frac {r_{s}}{4r}}-{\frac {1}{12}}}
уравнение для орбиты
{\displaystyle \left({\frac {dr}{d\varphi }}\right)^{2}={\frac {r^{4}}{b^{2}}}-\left(1-{\frac {r_{s}}{r}}\right)\left({\frac {r^{4}}{a^{2}}}+r^{2}\right)}
можно привести к упрощённому виду
{\displaystyle \left({\frac {d\zeta }{d\varphi }}\right)^{2}=4\zeta ^{3}-g_{2}\zeta -g_{3},}
где постоянные безразмерные коэффициенты g2 и g3 определены как
{\displaystyle {\begin{aligned}g_{2}&={\frac {1}{12}}-{\frac {r_{s}^{2}}{4a^{2}}},\\g_{3}&={\frac {1}{216}}+{\frac {r_{s}^{2}}{24a^{2}}}-{\frac {r_{s}^{2}}{16b^{2}}}.\end{aligned}}}
Решение этого уравнения для орбиты задаётся в виде неопределённого интеграла
{\displaystyle \varphi -\varphi _{0}=\int {\frac {d\zeta }{\sqrt {4\zeta ^{3}-g_{2}\zeta -g_{3}}}}.}
Отсюда следует, что с точностью до фазового сдвига, {\displaystyle \zeta =\wp (\varphi -\varphi _{0})}, где {\displaystyle \wp } — эллиптическая функция Вейерштрасса с параметрами g2 и g3, и φ0 — постоянная интегрирования (возможно комплексная).

#### Качественный характер возможных орбит
Полный качественный анализ возможных орбит в поле Шварцшильда впервые был проведён Ю. Хагихарой в 1931 году.
Траектории в поле Шварцшильда описываются уравнением движения
{\displaystyle \left({\frac {d\zeta }{d\varphi }}\right)^{2}=4\zeta ^{3}-g_{2}\zeta -g_{3}.}
Если дискриминант {\displaystyle \Delta =g_{2}^{3}-27g_{3}^{2}} больше 0, то кубическое уравнение
{\displaystyle G(\zeta )=4\zeta ^{3}-g_{2}\zeta -g_{3}=0\,}
имеет три различных действительных корня e1, e2 и e3, которые можно упорядочить по убыванию
{\displaystyle e_{1}>e_{2}>e_{3}.}
В таком случае решение {\displaystyle \zeta =\wp (\varphi -\varphi _{0})} является эллиптической функцией с двумя полупериодами, одним чисто действительным
{\displaystyle \omega _{1}=\int _{e_{1}}^{\infty }{\frac {dz}{\sqrt {4z^{3}-g_{2}z-g_{3}}}},}
и вторым — чисто мнимым
{\displaystyle \omega _{3}=i\int _{-e_{3}}^{\infty }{\frac {dz}{\sqrt {4z^{3}-g_{2}z-g_{3}}}}.}
Оставшийся промежуточный корень определяет комплексный полупериод ω2 = -ω1 — ω3. Эти величины связаны с соответствующими корнями через уравнения {\displaystyle \wp (\omega _{i})=e_{i}} (i= 1, 2, 3). Следовательно, при {\displaystyle \varphi -\varphi _{0}=n\omega _{i}} (n — целое число) производная ζ обращается в 0, то есть траектория достигает периастра или апоастра — точки максимального приближения и удаления, соответственно:
{\displaystyle {\frac {d\zeta }{d\phi }}=0\ \mathrm {when} \ \zeta =\wp (-\omega _{i})=e_{i}}
так как
{\displaystyle \left({\frac {d\zeta }{d\varphi }}\right)^{2}=G(\zeta )=4\zeta ^{3}-g_{2}\zeta -g_{3}=4\left(\zeta -e_{1}\right)\left(\zeta -e_{2}\right)\left(\zeta -e_{3}\right).}

Качественный характер орбиты зависит от выбора φ0. Решения с φ0 = ω2 соответствуют либо орбитам, колеблющимся от ζ=e2 до ζ=e3, либо траекториям, уходящим на бесконечность (ζ=-1/12). Наоборот, решения с φ0, равным ω1 или любому другому действительному числу, описывают орбиты, сходящиеся к центру, так как действительное ζ не может быть меньше e1 и поэтому будет неотвратимо расти до бесконечности.

##### Квази-эллиптические орбиты
Решения {\displaystyle \zeta =\wp (\phi -\phi _{0})}, в которых φ0 = ω2, дают действительные значения ζ при условии, что энергия E удовлетворяет неравенству E2 < m2c4. В таком случае ζ принимает значения в интервале e3 ≤ ζ ≤ e2. Если оба корня больше −1⁄12, то ζ не может принять этого значения, соответствующего уходу частицы на бесконечность, поэтому тело будет совершать финитное движение, которое можно представить как движение по прецессирующему эллипсу. Радиальная координата тела будет бесконечно колебаться между
{\displaystyle r_{min}={\frac {3r_{s}}{1+12e_{2}}}}
и
{\displaystyle r_{max}={\frac {3r_{s}}{1+12e_{1}}},}
которые соответствуют экстремальным значениям ζ. Действительный период эллиптической функции Вейерштрасса составляет 2ω1; таким образом, частица возвращается к тому же радиусу, когда угловая координата возрастает на 2ω1, что, вообще говоря, отличается от 2π. Поэтому орбита как правило прецессирует, однако при {\displaystyle r_{min}\ll r_{g}} угол прецессии за один оборот (2ω1 − 2π) довольно мал.

###### Стабильные круговые орбиты
Специальный случай 2e2 = 2e3 = −e3 соответствует решению с ζ = const = e2 = e3. Получается круговая орбита с r = router, не меньшим 3rs. Такие орбиты устойчивы, так как малые возмущения параметров приводят к расщеплению корней, приводя к квази-эллиптическим орбитам. Например, если частицу чуть «подтолкнуть» в радиальном направлении, то она станет колебаться около невозмущённого радиуса, описывая прецессирующий эллипс.

###### Инфинитные орбиты
При r, стремящемся к бесконечности, ζ стремится к −1⁄12. Поэтому орбиты, неограниченно удаляющиеся или приближающиеся из бесконечности к центральному телу, соответствуют периодическим решениям, в которых −1⁄12 попадает в доступный ζ интервал, то есть при e3 ≤ −1⁄12 ≤ ζ ≤ e2.

###### Асимптотически круговые орбиты
Другой специальный случай соответствует −e3 = 2e2 = 2e1, то есть два корня G(ζ) положительны и равны друг другу, а третий — отрицателен. Орбиты в таком случае представляют собой спирали, скручивающиеся или накручивающиеся при стремлении φ к бесконечности (не важно, положительной или отрицательной) на окружность радиуса r, определяемого соотношением
{\displaystyle {\frac {r_{s}}{4r}}-{\frac {1}{12}}=e.}
Обозначив повторяющийся корень e = n²/3, получаем уравнение орбиты, которое легко проверить непосредственной подстановкой:
{\displaystyle \zeta ={\frac {r_{s}}{4r}}-{\frac {1}{12}}=e-{\frac {n^{2}}{\cosh ^{2}n\varphi }}.}
В таких случаях радиальная координата частицы заключена между 2rs и 3rs.
Уравнение таких орбит можно получить из выражения эллиптической функции Вейерштрасса через эллиптические функции Якоби
{\displaystyle \zeta =\wp (\phi -\phi _{0})=e_{1}+\left(e_{1}-e_{3}\right){\frac {\mathrm {cn} ^{2}w}{\mathrm {sn} ^{2}w}},}
где {\displaystyle w=(\phi -\phi _{0}){\sqrt {e_{1}-e_{3}}}} и модуль
{\displaystyle k={\sqrt {\frac {e_{2}-e_{3}}{e_{1}-e_{3}}}}.}
В пределе совпадающих e2 и e1, модуль стремится к единице, а w переходит в n(φ − φ0). Выбирая φ0 мнимым, равным {\displaystyle iK^{\prime }} (четверть периода), приходим к приведённой выше формуле.

##### Падение на центр
В действительных решениях {\displaystyle \zeta =\wp (\phi -\phi _{0})}, в которых φ0 равняется ω1 или некоторым другим действительным числам, ζ не может стать меньше e1. Из-за уравнений движения
{\displaystyle \left({\frac {d\zeta }{d\varphi }}\right)^{2}=4\zeta ^{3}-g_{2}\zeta -g_{3}=4\left(\zeta -e_{1}\right)\left(\zeta -e_{2}\right)\left(\zeta -e_{3}\right)}
ζ безгранично возрастает, что соответствует падению на центр r = 0 после бесконечного числа оборотов вокруг него.

### Вывод уравнения орбит

#### Изуравнения Гамильтона — Якоби
Преимущество этого вывода состоит в том, что он применим и к движению частиц, и к распространению волн, что легко приводит к выражению для отклонения света в гравитационном поле при использовании принципа Ферма. Основная идея состоит в том, что благодаря гравитационному замедлению времени части волнового фронта, которые находятся ближе к гравитирующей массе, двигаются медленнее чем те, которые находятся дальше, что приводит к искривлению распространения волнового фронта.
В силу общей ковариантности уравнение Гамильтона — Якоби для одной частицы в произвольных координатах можно записать в виде
{\displaystyle g^{\mu \nu }{\frac {\partial S}{\partial x^{\mu }}}{\frac {\partial S}{\partial x^{\nu }}}=m^{2}c^{2}.}
В метрике Шварцшильда это уравнение примет вид
{\displaystyle {\frac {1}{c^{2}\left(1-{\frac {r_{s}}{r}}\right)}}\left({\frac {\partial S}{\partial t}}\right)^{2}-\left(1-{\frac {r_{s}}{r}}\right)\left({\frac {\partial S}{\partial r}}\right)^{2}-{\frac {1}{r^{2}}}\left({\frac {\partial S}{\partial \varphi }}\right)^{2}=m^{2}c^{2},}
где плоскость отсчёта {\displaystyle \theta } сферической системы координат расположена в плоскости орбиты. Время t и долгота φ — циклические координаты, поэтому решение для функции действия S запишется в виде
{\displaystyle S=-Et+L\varphi +S_{r}(r)\,,}
где E и L представляют энергию частицы и её угловой момент, соответственно. Уравнение Гамильтона — Якоби приводит к интегральному решению для радиальной части Sr(r)
{\displaystyle S_{r}(r)=\int {\frac {Ldr}{1-{\frac {r_{s}}{r}}}}{\sqrt {{\frac {1}{b^{2}}}-\left(1-{\frac {r_{s}}{r}}\right)\left({\frac {1}{a^{2}}}+{\frac {1}{r^{2}}}\right)}}.}
Дифференцируя функцию S обычным образом
{\displaystyle {\frac {\partial S}{\partial L}}=\varphi +{\frac {\partial S_{r}}{\partial L}}=\mathrm {constant} ,}
приходим к уравнению орбиты, полученному ранее
{\displaystyle \left({\frac {dr}{d\varphi }}\right)^{2}={\frac {r^{4}}{b^{2}}}-\left(1-{\frac {r_{s}}{r}}\right)\left({\frac {r^{4}}{a^{2}}}+r^{2}\right).}
Этот подход можно использовать для элегантного вывода скорости прецессии орбиты.
В пределе нулевой массы m (или, что эквивалентно, бесконечного a), радиальная часть действия S становится равной
{\displaystyle S_{r}(r)={\frac {E}{c}}\int dr{\sqrt {{\frac {r^{2}}{\left(r-r_{s}\right)^{2}}}-{\frac {b^{2}}{r\left(r-r_{s}\right)}}}},}
из этого выражения выводится уравнение для отклонения луча света.

#### Изуравнений Лагранжа
В общей теории относительности свободные частицы с пренебрежимо малой массой m, подчиняясь принципу эквивалентности, двигаются по геодезическим в пространстве-времени, создаваемом тяготеющими массами. Геодезические пространства-времени определяются как кривые, малые вариации которых — при фиксированных начальной и конечной точках — не изменяют их длину s. Это можно выразить математически с помощью вариационного исчисления
{\displaystyle 0=\delta s=\delta \int ds=\delta \int {\sqrt {g_{\mu \nu }{\frac {dx^{\mu }}{d\tau }}{\frac {dx^{\nu }}{d\tau }}}}d\tau =\delta \int {\sqrt {2T}}d\tau ,}
где τ — собственное время, s=cτ — длина в пространстве-времени, и величина T определена как
{\displaystyle 2T=c^{2}=\left({\frac {ds}{d\tau }}\right)^{2}=g_{\mu \nu }{\frac {dx^{\mu }}{d\tau }}{\frac {dx^{\nu }}{d\tau }}=\left(1-{\frac {r_{s}}{r}}\right)c^{2}\left({\frac {dt}{d\tau }}\right)^{2}-{\frac {1}{1-{\frac {r_{s}}{r}}}}\left({\frac {dr}{d\tau }}\right)^{2}-r^{2}\left({\frac {d\varphi }{d\tau }}\right)^{2},}
по аналогии с кинетической энергией. Если производную по собственному времени для краткости обозначить точкой
{\displaystyle {\dot {x}}^{\mu }={\frac {dx^{\mu }}{d\tau }},}
то T можно записать в виде
{\displaystyle 2T=c^{2}=\left(1-{\frac {r_{s}}{r}}\right)c^{2}\left({\dot {t}}\right)^{2}-{\frac {1}{1-{\frac {r_{s}}{r}}}}\left({\dot {r}}\right)^{2}-r^{2}\left({\dot {\varphi }}\right)^{2}.}
Постоянные величины, такие как c или корень квадратный из двух, не влияют на ответ вариационной задачи, и таким образом, перенося вариацию под интеграл, приходим к вариационному принципу Гамильтона
{\displaystyle 0=\delta \int {\sqrt {2T}}d\tau =\int {\frac {\delta T}{\sqrt {2T}}}d\tau ={\frac {1}{c}}\delta \int Td\tau .}
Решение вариационной задачи даётся уравнениями Лагранжа
{\displaystyle {\frac {d}{d\tau }}\left({\frac {\partial T}{\partial {\dot {x}}^{\sigma }}}\right)={\frac {\partial T}{\partial x^{\sigma }}}.}
Когда они применяются к t и φ, эти уравнения приводят к существованию сохраняющихся величин
{\displaystyle {\frac {d}{d\tau }}\left[r^{2}{\frac {d\varphi }{d\tau }}\right]=0,}
{\displaystyle {\frac {d}{d\tau }}\left[\left(1-{\frac {r_{s}}{r}}\right){\frac {dt}{d\tau }}\right]=0,}
что можно переписать как уравнения для L и E
{\displaystyle r^{2}{\frac {d\varphi }{d\tau }}={\frac {L}{m}},}
{\displaystyle \left(1-{\frac {r_{s}}{r}}\right){\frac {dt}{d\tau }}={\frac {E}{mc^{2}}}.}
Как показано выше, подстановка этих уравнений в определение метрики Шварцшильда приводит к уравнению орбит.

#### Изпринципа Гамильтона
Интеграл действия для частицы в гравитационном поле имеет вид
{\displaystyle S=\int {-mc^{2}d\tau }=-mc\int {c{\frac {d\tau }{dq}}dq}=-mc\int {{\sqrt {g_{\mu \nu }{\frac {dx^{\mu }}{dq}}{\frac {dx^{\nu }}{dq}}}}dq},}
где τ — собственное время и q — гладкая параметризация мировой линии частицы. Если применить вариационное исчисление, то из этого выражения немедленно следуют уравнения для геодезических. Вычисления можно упростить, если взять вариацию от квадрата подынтегрального выражения. В поле Шварцшильда этот квадрат равен
{\displaystyle \left(c{\frac {d\tau }{dq}}\right)^{2}=g_{\mu \nu }{\frac {dx^{\mu }}{dq}}{\frac {dx^{\nu }}{dq}}=\left(1-{\frac {r_{s}}{r}}\right)c^{2}\left({\frac {dt}{dq}}\right)^{2}-{\frac {1}{1-{\frac {r_{s}}{r}}}}\left({\frac {dr}{dq}}\right)^{2}-r^{2}\left({\frac {d\varphi }{dq}}\right)^{2}.}
Посчитав вариацию, получим
{\displaystyle \delta \left(c{\frac {d\tau }{dq}}\right)^{2}=2c^{2}{\frac {d\tau }{dq}}\delta {\frac {d\tau }{dq}}=\delta \left[\left(1-{\frac {r_{s}}{r}}\right)c^{2}\left({\frac {dt}{dq}}\right)^{2}-{\frac {1}{1-{\frac {r_{s}}{r}}}}\left({\frac {dr}{dq}}\right)^{2}-r^{2}\left({\frac {d\varphi }{dq}}\right)^{2}\right].}
Взяв вариацию только по долготе φ
{\displaystyle 2c^{2}{\frac {d\tau }{dq}}\delta {\frac {d\tau }{dq}}=-2r^{2}{\frac {d\varphi }{dq}}\delta {\frac {d\varphi }{dq}}}
поделим на {\displaystyle 2c{\frac {d\tau }{dq}}}, чтобы получить вариацию подынтегрального выражения
{\displaystyle c\,\delta {\frac {d\tau }{dq}}=-{\frac {r^{2}}{c}}{\frac {d\varphi }{d\tau }}\delta {\frac {d\varphi }{dq}}=-{\frac {r^{2}}{c}}{\frac {d\varphi }{d\tau }}{\frac {d\delta \varphi }{dq}}.}
Таким образом
{\displaystyle 0=\delta \int {c{\frac {d\tau }{dq}}dq}=\int {c\delta {\frac {d\tau }{dq}}dq}=\int {-{\frac {r^{2}}{c}}{\frac {d\varphi }{d\tau }}{\frac {d\delta \varphi }{dq}}dq},}
и интегрирование по частям приводит к
{\displaystyle 0=-{\frac {r^{2}}{c}}{\frac {d\varphi }{d\tau }}\delta \varphi -\int {{\frac {d}{dq}}\left[-{\frac {r^{2}}{c}}{\frac {d\varphi }{d\tau }}\right]\delta \varphi dq}.}
Вариация по долготе исчезает в граничных точках и первое слагаемое зануляется. Интеграл можно сделать равным нулю при произвольном выборе δφ только если другие множители под интегралом всегда равны нулю. Таким образом мы приходим к уравнению движения
{\displaystyle {\frac {d}{dq}}\left[-{\frac {r^{2}}{c}}{\frac {d\varphi }{d\tau }}\right]=0.}
При вариации по времени t получим
{\displaystyle 2c^{2}{\frac {d\tau }{dq}}\delta {\frac {d\tau }{dq}}=2\left(1-{\frac {r_{s}}{r}}\right)c^{2}{\frac {dt}{dq}}\delta {\frac {dt}{dq}},}
что после деления на {\displaystyle 2c{\frac {d\tau }{dq}}} даёт вариацию подынтегрального выражения
{\displaystyle c\delta {\frac {d\tau }{dq}}=c\left(1-{\frac {r_{s}}{r}}\right){\frac {dt}{d\tau }}\delta {\frac {dt}{dq}}=c\left(1-{\frac {r_{s}}{r}}\right){\frac {dt}{d\tau }}{\frac {d\delta t}{dq}}.}
Отсюда
{\displaystyle 0=\delta \int {c{\frac {d\tau }{dq}}dq}=\int {c\left(1-{\frac {r_{s}}{r}}\right){\frac {dt}{d\tau }}{\frac {d\delta t}{dq}}dq}}
и снова интегрирование по частям приводит к выражению
{\displaystyle 0=c\left(1-{\frac {r_{s}}{r}}\right){\frac {dt}{d\tau }}\delta t-\int {{\frac {d}{dq}}\left[c\left(1-{\frac {r_{s}}{r}}\right){\frac {dt}{d\tau }}\right]\delta tdq},}
из которого следует уравнение движения
{\displaystyle {\frac {d}{dq}}\left[c\left(1-{\frac {r_{s}}{r}}\right){\frac {dt}{d\tau }}\right]=0.}
Если проинтегрировать эти уравнения движения и определить постоянные интегрирования, мы снова придём к уравнениям
{\displaystyle r^{2}{\frac {d\varphi }{d\tau }}={\frac {L}{m}},}
{\displaystyle \left(1-{\frac {r_{s}}{r}}\right){\frac {dt}{d\tau }}={\frac {E}{mc^{2}}}.}
Эти два уравнения для интегралов движения L и E можно совместить в одно, которое будет работать даже для фотона и других безмассовых частиц, для которых собственное время вдоль геодезической равно нулю:
{\displaystyle {\frac {r^{2}}{bc}}{\frac {d\varphi }{dt}}=1-{\frac {r_{s}}{r}}.}

## Постньютоновские подходы
Так как в реальных задачах приближение пробного тела иногда имеет недостаточную точность, то существуют уточняющие его подходы, одним из которых является применение постньютоновского формализма (ПН-формализма), развитого в трудах Эддингтона, Фока, Дамура и других учёных-релятивистов. Несколько утрируя, можно сказать, что в этом подходе происходит разложение уравнений движения тел, получаемых из уравнений Эйнштейна, в ряды по малому ПН-параметру {\displaystyle 1/c^{2}}, и учёт членов лишь до определённой степени этого параметра. Уже применение 2,5ПН уровня {\displaystyle (1/c^{5})} приводит к предсказанию гравитационного излучения и соответствующего уменьшения периода обращения гравитационно связанной системы. Поправки более высокого порядка также проявляются в движении объектов, например, двойных пульсаров. Движение планет и их спутников, астероидов, а также космических аппаратов в Солнечной системе сейчас рассчитывается в первом ПН-приближении.

### Поправки к геодезическому решению

#### Излучение гравитационных волн и потеря энергии и момента импульса

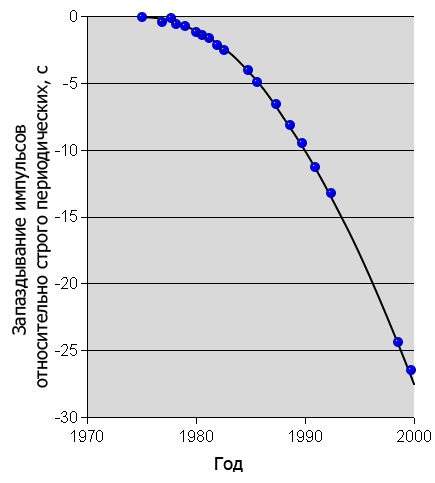
Экспериментально измеренное уменьшение периода обращения пульсара в двойной системе PSR B1913+16 (синие точки) с высокой точностью соответствует предсказаниям ОТО (чёрная кривая)

Согласно общей теории относительности, два тела, обращающихся друг вокруг друга, испускают гравитационные волны, что приводит к отличию орбит от геодезических, рассчитанных выше. Для планет Солнечной системы этот эффект чрезвычайно мал, но он может играть существенную роль в эволюции тесных двойных звёзд.
Изменение орбит наблюдается в нескольких системах, самой знаменитой из них являются пульсар в двойной системе PSR B1913+16, известный под названием «пульсар Халса—Тейлора», за исследования которого Алан Халс и Джозеф Тейлор получили Нобелевскую премию по физике 1993 года, а также двойной пульсар. Две нейтронные звезды в этих системах находятся очень близко друг от друга. Например, в системе PSR B1913+16 они совершают оборот вокруг центра масс за 465 минут. Их орбита представляет собой вытянутый эллипс с эксцентриситетом 0,62. Согласно общей теории относительности короткий период обращения и высокий эксцентриситет делает систему прекрасным источником гравитационных волн, что приводит к потерям энергии и уменьшению периода обращения. Наблюдаемые изменения периода на протяжении тридцати лет хорошо согласуются с предсказаниями общей теории относительности с наилучшей достижимой сейчас точностью (около 0,2 % по состоянию на 2009 год).

Две быстро вращающиеся друг вокруг друга нейтронные звезды теряют энергию посредством испускания гравитационного излучения. При потере энергии они всё более сближаются и частота обращения растёт

Формула, описывающая потерю энергии и углового момента благодаря гравитационному излучению от двух тел в задаче Кеплера, была получена в 1963 году. Скорость потери энергии (усреднённая по периоду) задаётся в виде
{\displaystyle -\left\langle {\frac {dE}{dt}}\right\rangle ={\frac {32G^{4}m_{1}^{2}m_{2}^{2}\left(m_{1}+m_{2}\right)}{5c^{5}a^{5}\left(1-e^{2}\right)^{7/2}}}\left(1+{\frac {73}{24}}e^{2}+{\frac {37}{96}}e^{4}\right),}
где e — эксцентриситет, а a — большая полуось эллиптической орбиты. Угловые скобки в левой части выражения обозначают усреднение по одной орбите. Аналогично для потери углового момента можно записать
{\displaystyle -\left\langle {\frac {dL_{z}}{dt}}\right\rangle ={\frac {32G^{7/2}m_{1}^{2}m_{2}^{2}{\sqrt {m_{1}+m_{2}}}}{5c^{5}a^{7/2}\left(1-e^{2}\right)^{2}}}\left(1+{\frac {7}{8}}e^{2}\right).}
Потери энергии и углового момента значительно возрастают, если эксцентриситет стремится к 1, то есть если эллипс является сильно вытянутым. Интенсивность излучения также увеличивается при уменьшении размера a орбиты. Потеря момента импульса при излучении такова, что со временем эксцентриситет орбиты уменьшается, и она стремится к круговой с постоянно уменьшающимся радиусом.
Мощность гравитационного излучения планетных систем ничтожно мала, например для Солнечной системы — 5 кВт, из которых около 90 % приходится на систему Солнце-Юпитер. Это ничтожно мало по сравнению с кинетической энергией планет (ожидаемое время жизни Солнечной системы на 13 порядков больше возраста Вселенной). Гораздо больше излучение тесных двойных звёзд, например вышеупомянутый пульсар Халса — Тейлора (PSR B1913+16), компоненты которого разделены расстоянием порядка радиуса Солнца, излучает гравитационные волны мощностью 7,35 × 1024 Вт, что составляет 2 % мощности Солнца. Из-за потери энергии расстояние между компонентами этой двойной системы уменьшается на 3,5 м в год, и через 300 млн лет звёзды сольются в одну. По мере сближения компонент двойной звезды, мощность гравитационного излучения растёт обратно пропорционально пятой степени расстояния между ними, и непосредственно перед слиянием мощность достигает огромных величин: энергия, эквивалентная нескольким массам Солнца, излучается в течение десятых долей секунды, что соответствует мощности 1047 Вт. Это на 21 порядок больше светимости Солнца и в миллиарды раз больше светимости нашей Галактики (именно такая большая мощность позволяет регистрировать гравитационные волны при слиянии нейтронных звёзд на расстоянии в сотни миллионов световых лет). Мощность гравитационных волн при слиянии чёрных дыр ещё больше: в последние миллисекунды перед слиянием она в десятки раз превышает светимость всех звёзд в наблюдаемой части Вселенной.

## Численная относительность
Если тела являются настолько компактными, что могут двигаться раздельно, даже когда орбитальная скорость доходит до существенной доли скорости света, постньютоновское разложение перестаёт работать надёжно. Это возможно на последних стадиях эволюции двойных систем, состоящих из нейтронных звёзд или чёрных дыр — из-за гравитационного излучения компоненты опускаются всё ближе и ближе друг к другу, и в конце концов сливаются. В данном случае тела уже невозможно представлять точечными или сферически-симметричными, и требуется применять методы точного трёхмерного численного решения уравнений Эйнштейна и, в случае нейтронных звёзд — релятивистской магнитогидродинамики, носящие наименование численной относительности. Первой экспериментальной проверкой, с точностью до 94 % подтвердившей предсказания общей теории относительности и методов численной относительности, стало открытие гравитационных волн в сентябре 2015 года.